# آنری ژیرو
آنری ژیرو (فرانسوی: Henri Giraud‎؛ زاده ۱۸ ژانویه ۱۸۷۹ – درگذشته ۱۱ مارس ۱۹۴۹) فرد نظامی اهل فرانسه بود که در هر دو جنگ جهانی دستگیر شد، اما هر دو بار فرار کرد.

## فعالیت‌ها

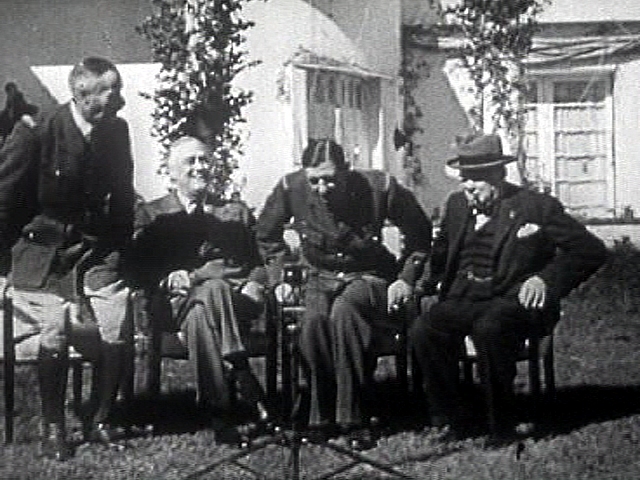
ژنرال‌های فرانسهٔ آزاد، آنری ژیرو (چپ) و شارل دو گل در حال نشستن پس از دست‌دادن با فرانکلین روزولت و وینستون چرچیل در کنفرانس کازابلانکا در ۱۴ ژوئیهٔ ۱۹۴۳

پس از فرار دوم خود در سال ۱۹۴۲، برخی از وزرای ویشی سعی کردند او را به آلمان بازگردانند و احتمالاً اعدام کنند.
با این حال، آیزنهاور مخفیانه از او خواست تا فرماندهی نیروهای فرانسوی در شمال آفریقا را طی عملیات تورچ و هدایت آنها برای پیوستن به متفقین جنگ جهانی دوم بر عهده بگیرد. تنها پس از ترور فرانسوا دارلان او توانست این پست را به دست آورد و همراه با شارل دو گل، وینستون چرچیل و فرانکلین دلانو روزولت در کنفرانس کازابلانکا شرکت کرد. او پس از اختلافات دائمی با دوگل در سال ۱۹۴۴ بازنشسته شد.
وی همچنین برندهٔ جوایزی همچون لژیون دونور (صلیب بزرگ) شده‌است.